# Paul Blart: Mall Cop 2
Paul Blart: Mall Cop 2 är en  amerikansk actionkomedifilm som hade världspremiär 17 april 2015 och sverigepremiär 1 maj 2015, regisserad av Andy Fickman med Kevin James i huvudrollen.  Filmen är en uppföljare till Snuten i varuhuset från 2009.
Större delar av filmen spelades in i Las Vegas, Nevada, USA.

## Rollista i urval
| Kevin James        | – Paul Blart       |
| Raini Rodriguez    | – Maya Blart       |
| Neal McDonough     | – Vincent          |
| Eduardo Verástegui | – Eduardo Furtillo |
| Daniella Alonso    | – Divina           |
| David Henrie       | – Lane             |
| Loni Love          | – Donna Ericone    |
| Gary Valentine     | – Saul Gundermutt  |
| Ana Gasteyer       | – Mrs. Gundermutt  |